# Melanichneumon neoleviculops
Melanichneumon neoleviculops là một loài tò vò trong họ Ichneumonidae.